# Thermomicrobiaceae
Famille
Les Thermomicrobiaceae sont une famille de bacilles Gram négatifs de l'ordre des Thermomicrobiales. Son nom provient de Thermomicrobium qui est le genre type de cette famille.

## Taxonomie
Le nom correct complet (avec auteur) de ce taxon est Thermomicrobiaceae Garrity & Holt 2002.
Le genre type est Thermomicrobium Jackson et al. 1973.

## Liste des genres
Selon la LPSN (11 juin 2025) :
- Thermomicrobium Jackson et al. 1973 – genre type
- Thermorudis King & King 2014